# ساجيك أرينا
ساجيك أرينا (باليابانية: 사직실내체육관) هي ساحة رياضية داخلية تقع في بوسان، كوريا الجنوبية. سعة الاستاد 14،099 وقد شُيّد عام 1985.